# Лю Юн (поэт)
Лю Юн (кит. 柳永, пиньинь Liǔ Yǒng; 987, Чунъань — 1053, Жуньчжоу) — китайский поэт времён империи Сун, мастер цы.
Другие имена поэта: Лю Чанцин и Лю Саньбянь.

## Биография
Родился в 987 году. Долго вёл беспорядочную жизнь и государственные экзамены сдал только в 47 лет (в 1034 году). После этого был назначен на незначительную должность соляного инспектора в приморских провинциях. Впечатления, полученные на этой работе, вылились в стихотворение о тяжёлой жизни людей «Песнь солеваров».
Проведя большую часть жизни в весёлом и близком ему по духу мире столичной богемы в Кайфыне, приобретя популярность у куртизанок и написав для них песни, не преуспел в карьерном росте и смерть встретил в бедности.
Умер в Жуньчжоу в 1053 году. После смерти Лю Юна куртизанки ежегодно приходили на его могилу почтить память поэта.
Образ Лю Юна, весельчака и гуляки, вошёл в фольклор.

## Творчество
Лю Юн не только был одним из ведущих поэтов цы своего времени, но и способствовал развитию этого жанра, разрабатывал новые мотивы.
До наших дней сохранилось около двухсот цы Лю Юна, больше, чем от других поэтов — его современников. Для него было характерно писать «медленные» цы — маньцы (кит. 慢詞), — более крупные и структурно сложные стихотворения.
В своём творчестве поэт затрагивал такие темы, как вино, молодость и любовь, характерны для него и пейзажная и городская лирика (так, он, например, описывал в своих стихах виды Кайфына, Ханчжоу и других городов).

## Критика
Поэт Су Ши критиковал Лю Юна за то, что тот в своих стихах использует простой язык, характерный для певцов развлекательного жанра, и при этом высоко ценил наработки поэта в маньцы и использовал их в собственном творчестве.
Поэтесса Ли Цинчжао отзывалась о цы Лю Юна как о всего лишь ши с неодинаковыми по длине строками, а язык его текстов сравнивала с грязью, однако высоко оценивала его умение выстроить музыкальную составляющую цы.